# Trix de Roos
Beatrix (Trix) de Roos-Consemulder (Vlissingen, 20 december 1957) is een Nederlands politicus. Zij was van 13 januari 2009 tot 16 juni 2010 lid van de Tweede Kamer der Staten-Generaal namens de Socialistische Partij (SP).
De Roos was van 1997 tot 2009 voorzitter van de SP-afdeling Vlissingen. Ook was ze lid van het partijbestuur als vertegenwoordiger van de SP-regio Zeeland. In 2001 kwam ze in de Vlissingse gemeenteraad. Van 2002 tot 2006 vormde ze in de gemeenteraad een tweemansfractie met haar echtgenoot Kees de Roos. In 2006 werd ze fractievoorzitter.
In de Tweede Kamer volgde De Roos in januari 2009 de afgetreden Nathalie de Rooij op. Zij droeg haar fractievoorzitterschap in de Vlissingse gemeenteraad over. Na de gemeenteraadsverkiezingen van 3 maart 2010 keerde zij niet terug in de gemeenteraad, waarin ze met voorkeurstemmen werd gekozen. Ze gaf er voorkeur aan jongeren een kans te geven.
Na haar Kamerlidmaatschap trad ze in het najaar van 2010 weer toe tot het partijbestuur als regiovertegenwoordiger voor Zeeland. In 2011 keerde zij terug in de gemeenteraad van Vlissingen en werd weer fractievoorzitter. Haar raadslidmaatschap duurde tot 2013.
- Parlement.com: vi1o2u5os2yv